# محمد السليمان
محمد السليمان، مطرب وملحن سعودي.

## تعريف
محمد عبد العزيز السليمان مطرب وملحن سعودي، أنتج أكثر من 37 ألبوم غنائي موسيقي، وبدأ الغناء في سن مبكر على أيدي كبار الموسيقيين ورواد الأغنية الخليجية.
كانت البداية من الخبر عندما كان شاب مع أسرته، وربطته علاقة صداقة بكبار الملحنين والفنانين أمثال راشد الماجد والملحن المغفور له صالح الشهري وكوكبة من نجوم الأغنية الخليجية. حاول السليمان أن يتعلم العزف على العود بمفرده وهو شاب يافع، فأجاد العزف، واتجه ذات يوم إلى منزل الفنان سلامة العبد الله رحمه الله وكان يساعد صديقه الذي لم يستطيع العزف، فعزف السليمان وغنا قليلاً وتشبت به سلامة العبد الله، وبذلك بدأ إصدار أول الألبومات.
نجوم الأغنية: تسلسلت إصدارات السليمان الغنائية منذ بداية الثمانينيات وحتى وقتنا الحالي، نال شهرة وانتشاراً كبيرين فترة شبابه، خصوصاً عندما ربطته علاقة صداقة قوية بكبار الملحنين والفنانين مثل راشد الماجد والملحن الراحل صالح الشهري، وكوكبة من نجوم الأغنية الخليجية، الذين أشادوا به وبموهبته. وتم تلقيبه من قبل الجمهور بـ «سامر الليل» خصوصاً أن أغلب أغنياته حمل الطابع «الكلاسيكي».
آلة العود:تعلم السليمان العزف على آلة العود بمفرده، فأجاده واحترف الغناء والتحلين به، واتجه ذات يوم إلى منزل الفنان الراحل سلامة العبد الله، وعزف السليمان قليلاً أمامه، بعدها قرر سلامة إصدار أول ألبوماته الغنائية.
بدايات قوية:جاءت بدايات السليمان قوية في مجال الغناء، إذ قدم أشكالاً متنوعة من الأغنيات والألحان الكلاسيكية، وكان من أهم ألبوماته الغنائية في بداياته هي: «برق ورعد» و«شوق المنتظر» و«شفت القمر» و«بقايا الليل» و«رسالة شوق».
أغنيات شعبية:أدى السليمان الألوان الغنائية الشعبية، وبدأ تطوير الفلكلور الذي عرف في الجزيرة العربية، وذلك بعد أن أصدر ألبومه الشعبي الأول وحمل عنوان «الأقدار»، ثم توالت أعماله الغنائية ليقدم من بعدها عدة ألبومات أخرى من بينها: «الكنة» و«شوقي شوقك» و«صوت الحب» و«سيف العشق» و«دخيلك» و«لوعة الحب» و«عشرة السنين».

## أعماله الفنية

### الألبومات

#### قديم
- اشتريت رضاك يالغالي بغالي.
- برق ورعد.
- شوق المنتظر.
- قالو ربيع.
- شفت القمر.
- بقايا الليل - إشراف وتنفيذ وبعض ألحان الفنان رابح صقر.
- رسالة شوق.

عاد السليمان إلى غناء الألوان الشعبية وتطوير الفلكور الذي عرف في الجزيرة العربية، وأسماه الراحل سلامة العبد الله (الفنان الشعبي الأول) وكان أول الألبومات الشعبية الذي تعاون فيه مع الشاعر خلف بن هذال وحجاب بن نحيت ومساعد الرشيدي وأحمد الناصر الشايع وكبار الشعراء.

#### حديث
- الأقدار. (كان الانطلاقة الشعبية).
- الكنة.
- صوت المعاميل.
- طال النوى.
- شوقي وشوقك.
- صوت الحب.
- دخيلك.
- سيف العشق.

بعد توقف عامين عاد بألبوم
- ثورة احساسي.
- أصايل 1.
- التحدي
- لوعة حب.
- عشرة سنين.

كانت أغلب الألبومات مسجلة لصالح شركة الأوتار الذهبية، وسجل لصالح شركة روتانا ألبوم موسيقي تخت شرقي.

### أغاني فردية
- تستاهلينه.
- شمالية.
- لا تنساني.
- الله يجيبك.
- أنا ماني مثل غيري.[2]

ولم تغيب الأعمال الاجتماعية في مسيرته الفنية سجل فيديو كليب لأغنية تلامس معانات المعلمات والحوادث التي يتعرضن لها بالإضافة إلى أغاني عن بر الوالدين.

### مهرجانات فنية وحفلات
شارك في العديد من المهرجانات الغنائية على المسرح في:
- أبها.
- جدة.
- الكويت.
- دبي.
- القاهرة.
- المغرب العربي.

### أغاني وطنية
قدم أغنية هنا التاريخ بمناسبة اليوم الوطني السعودي 94 من كلمات الشاعر مساعد الرشيدي